# Râul Hotaru, Olt (Vadu Roșu)
Râul Hotaru este un curs de apă, afluent al râului Olt, în apropiere de stația de cale ferată Vadu Roșu. 
Acest râu nu trebuie confundat cu alte râuri din proximitate, care au același nume, anume: râul Hotaru, (care se varsă în Râul Olt cu aproximativ 10 km în amonte, în apropiere de localitatea Colonia Reconstrucția) sau râul Hotaru (care se varsă în Râul Olt cu aproximativ 15 km în aval, în apropiere de localitatea Măieruș).

## Hărți
- Harta județul Brașov
- Harta munții Perșani  Arhivat în 13 iunie 2008, la Wayback Machine.